# Илятка
Илятка (укр. Ілятка) — село в Хмельницком районе Хмельницкой области Украины.
Население по переписи 2001 года составляло 282 человека. Почтовый индекс — 31445. Телефонный код — 3850. Занимает площадь 1,991 км². Код КОАТУУ — 6824482002.
У представителей культуры шаровидных амфор из Илятки определены Y-хромосомные гаплогруппы I2a2a1b, I2a2a1b2 и митохондриальные гаплогруппы J1c, J1c3, T2b.

## Местная власть
31400, Хмельницкая обл., Хмельницкий р-н, пгт Старая Синява